# 167 TCN
Năm 167 TCN là một năm trong lịch Julius. 